# Droog kalkarm duingrasland
Droog kalkarm duingrasland is een natuurdoeltype dat rijk is aan mossen en korstmossen. Het natuurdoeltype komt voor in duingebieden en afgesloten zeearmen. Het natuurdoeltype komt voor op droge bodems die qua trofiegraad mesotroof of oligotroof zij en een pH-waarde hebben tussen de 5 en de 7. Het natuurdoeltype vergt een diepe grondwaterstand en overstroomt zelden tot nooit. Het water dat de vegetatie voedt is afkomstig van neerslag of van jong grondwater. De bodem bestaat meestal uit duinvaaggronden. Het natuurdoeltype wordt in stand gehouden met behulp van begrazing of maaien en heeft een minimaal oppervlakte van 5 hectare.     

## Plantengemeenschap
Binnen het droog kalkarm duingrasland kunnen meerdere plantengemeenschappen voorkomen. Niet alle plantengemeenschappen hoeven tegelijk voor te komen binnen het natuurdoeltype.
| Nederlandse naam                                     | Wetenschappelijke naam                          |
| ---------------------------------------------------- | ----------------------------------------------- |
| associatie van buntgras en heidespurrie              | Spergulo-Corynephoretum                         |
| duin-buntgras-associatie                             | Violo-Corynephoretum                            |
| vogelpootje-associatie                               | Ornithopodo-Corynephoretum                      |
| duin-struisgras-associatie                           | Festuco-Galietum veri                           |
| associatie van oranjesteeltje en langkapselsterretje | Tortello-Bryoerythrophylletum                   |
| duin-paardenbloem-associatie                         | Taraxaco-Galietum veri                          |
| rompgemeenschap met gewoon gaffeltandmos             | RG Dicranum scoparium-[Koelerio-Corynephoretea] |
| rompgemeenschap met duinroos                         | RG Rosa pimpinellifolia-[Polygalo-Koelerion]    |
| associatie van maanvaren en vleugeltjesbloem         | Botrychio-Polygaletum                           |
| rompgemeenschap met borstelgras                      | RG Nardus stricta-[Nardetea]                    |
| associatie van kleine brandnetel                     | Urtico-Malvetum neglectae                       |

## Subtypen
Het natuurdoeltype kent twee subtype, Droog kalkarm duingrasland en Kalkarm dauwbraam- en duinroosjesgrasland. De twee subtypes verschillen qua flora en fauna van elkaar maar niet qua biotische en abiotische factoren.  